# Гайтанево
Гайтане́во (болг. Гайтанево) — село в Софійській області Болгарії. Входить до складу общини Горішня Малина.

## Населення
За даними перепису населення 2011 року у селі проживали 227 осіб, усі — болгари.
Розподіл населення за віком у 2011 році:
Динаміка населення: